# Пуотіла (квартал)
Пуотіла (фін. Puotila, швед. Botby gård) — квартал району Вартіокюля у Східному Гельсінкі, Фінляндія. Населення кварталу — 4900 осіб, робочих місць — 730, площа — 0,91  км².
Забудова кварталу розпочалась в 1960 році. Поруч з палацом Потуїнкюля є городи та невеликий бір Юорумяки фін. Juorumäki, пляж з видом на бухту Вартіокюлянлахті та міст Вуосаарі. Також на території кварталу розташовані театр ляльок Сампо, пивний ресторан Піккулінту фін. Pikkulintu,  районний стадіон, районний торговий центр «Alepa», районна школа, а також районний Будинок культури робітників. 
Транспорт — станція метро Пуотіла, зупинки автобусів 95, 97, 97V, P20.